# Augusta Opizová
Augusta Opizová (česky Opicová, 18. července 1817 Praha – 24. září 1875 Pardubice) byla česká spolková činovnice, publicistka, sufražetka a feministka dlouhodobě působící v Pardubicích, spoluzakladatelka místního ženského pěveckého spolku Ludmila v Pardubicích, posléze pak i v Jindřichově Hradci, dcera botanika a lesníka Filipa Maxmiliána Opize. Díky zděděným prostředkům financovala první ženské vzdělávací spolky v Čechách. Spolupracovala s předními osobnostmi českého ženského emancipačního hnutí

## Život

### Mládí
Narodila se v Praze do rodiny Filipa Maxmiliána Opize, vědce a botanika. Měla několik sourozenců. Ve věku jejích deseti let byla odeslána ke svému nevidomému dědovi Benedettimu, justicientovi do Pardubic. Díky němu získala obstojné vzdělání, v té době u dívky nebývalé, uměla mj. francouzsky. Po dvou letech se vrátila do Prahy, její vzdělání pak dokončil otec. V dospělosti pak odešla jako vychovatelka na Skřivánkův statek do městečka Věž nedaleko Německého Brodu. Po úmrtí otce roku 1858 se opět vrátila do Prahy k matce, kde uspořádávala otcovu pozůstalost a Opizovu nadaci určenou k podpoře botaniky, které Opiz odkázal většinu jmění.

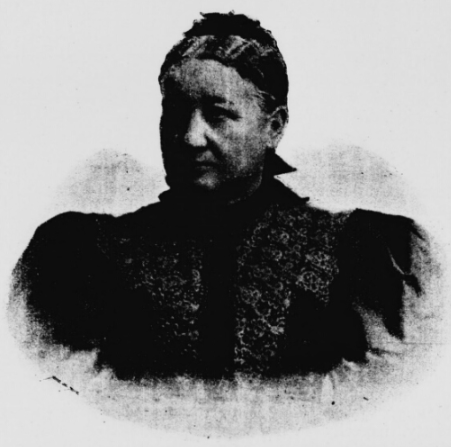
Božena Jahnová, spolupracovnice Opicové v Pardubicích

Navázala vztah a byla snad i zasnoubena s jistým majetným mužem, který však zemřel ještě předtím, než stihli uzavřít sňatek. Ten ji však odkázal velkou část svého dědictví, které umožnilo Opizové důstojné žití a navíc prostředky k podpoře dobročinných aktivit.

### V Pardubicích
Opizová se zde následně začala zapojovat do české spolkové činnosti: organizovala společenská setkání a zakládání spolků. Dne 16. října 1865 se spolu s Boženou Jahnovou stala spoluzakladatelkou a první prezidentkou ženského pěveckého spolku Ludmila, v myšlence navazujícího na činnost Spolku svaté Ludmily působícího v Praze pod vedením Marie Riegrové-Palacké, angažujícího se posléze mimo jiné v podpoře vzdělávání žen. Sbormistrem se stal Matěj Kučera. Roku 1867 se se svou šestaosmdesátiletou matkou přestěhovala do Pardubic, ta zde po několika letech zemřela. Opizová spolupracovala s osobnostmi ženského společenského života, byla též spoluzakladatelkou Ženského výrobního spolku českého. Svým svobodným stavem měla zároveň blízko k učitelkám, pro které byl v Rakousku-Uhersku platný povinný celibát.
Spolky se staly jedněmi z prvních ženských mimopražských klubů v zemích koruny České a pořádal pěvecká vystoupení. Zároveň poskytovaly jedny z prvních příležitostí pro vzdělání dívek. Rovněž se pardubický spolek Ludmila zasadil o zřízení první místní dětské opatřovny, tedy první městské mateřské školy. Posléze se Opizová podílela také na založení spolku Ludmila, klubu s obdobnou náplní, také v Jindřichově Hradci.
Publikovala také články v ženských časopisech, jako například v časopisech Ženské listy.
Augusta Opizová zemřela 24. září 1875 v Pardubicích ve věku 58 let. Nekrolog uvádí, že se tak stalo kvůli nemoci z pracovního vypětí.

### Rodina
Nikdy se neprovdala a zůstala svobodná. Její sestra Rudolfina Opizová (1819–1906) se vdala za úředníka zemské pokladny Ladislava Štulce.